# Stanley Amuzie
Stanley Amuzie (Lagos, 28 febbraio 1996) è un ex calciatore nigeriano, di ruolo difensore.

## Caratteristiche tecniche
Laterale mancino difensivo, abbina sia qualità che quantità e ha un'ottima struttura fisica. Nonostante sia molto giovane dimostra una maturità tattica importante, sembrando più grande.

## Carriera

### Club
Dopo aver militato nelle giovanili del Parma nel 2014 la Sampdoria decide di ingaggiarlo ma a causa di un grave infortunio blocca l'operazione.
Nella stagione 2015-2016, una volta guarito, effettua un provino con i blucerchiati che decidono di posteggiarlo nella squadra satellite dell'Olhanense in Portogallo.
Con i Leões de Olhão esordisce il 17 febbraio 2016, subentrando al 66º minuto a Leandro Borges, durante la partita di Segunda Liga pareggiata 1-1 contro il Varzim Sport Clube. Due mesi esatti dopo segna la rete della vittoria 1-0 contro lo Sporting Clube Farense. Conclude la sua prima stagione da professionista con 14 presenze e 1 gol in Segunda Liga.
Il 29 agosto 2016 la Sampdoria comunica di aver depositato la documentazione relativa al tesseramento a titolo definitivo del giocatore. Il giocatore si aggrega alla Prima squadra il 6 settembre seguente e sceglie la maglia numero 3.

### Nazionale
Dopo aver giocato in tutte le nazionali giovanili della Nigeria, il 25 marzo 2016 a Kaduna esordisce nella nazionale maggiore giocando la partita, valida per le qualificazioni alla Coppa d'Africa 2017, contro l'Egitto.
Nel 2016 viene inserito nei 18 convocati della nazionale olimpica per i Giochi Olimpici 2016. Il 20 agosto la Nigeria conquista il bronzo olimpico grazie alla vittoria 3-2 contro l'Honduras.

## Statistiche

### Presenze e reti nei club
Statistiche aggiornate al 30 agosto 2017.
| Stagione        | Squadra         | Campionato      | Campionato | Campionato | Coppe nazionali | Coppe nazionali | Coppe nazionali | Coppe continentali | Coppe continentali | Coppe continentali | Altre coppe | Altre coppe | Altre coppe | Totale | Totale |
| Stagione        | Squadra         | Comp            | Pres       | Reti       | Comp            | Pres            | Reti            | Comp               | Pres               | Reti               | Comp        | Pres        | Reti        | Pres   | Reti   |
| --------------- | --------------- | --------------- | ---------- | ---------- | --------------- | --------------- | --------------- | ------------------ | ------------------ | ------------------ | ----------- | ----------- | ----------- | ------ | ------ |
| 2015-2016       | Olhanense       | SL              | 14         | 1          | CP+CdL          | 0+0             | 0               |                    |                    |                    |             |             |             | 14     | 1      |
| 2016-2017       | Sampdoria       | A               | 0          | 0          | CI              | 0               | 0               | -                  | -                  | -                  | -           | -           | -           | 0      | 0      |
| ago. 2017-2018  | Lugano          | SL              | 0          | 0          | CS              | 0               | 0               | UEL                | 0                  | 0                  | -           | -           | -           | 0      | 0      |
| Totale carriera | Totale carriera | Totale carriera | 14         | 1          |                 | 0               | 0               |                    | -                  | -                  |             | -           | -           | 14     | 1      |

### Cronologia presenze e reti in nazionale
| Cronologia completa delle presenze e delle reti in nazionale ― Nigeria | Cronologia completa delle presenze e delle reti in nazionale ― Nigeria | Cronologia completa delle presenze e delle reti in nazionale ― Nigeria | Cronologia completa delle presenze e delle reti in nazionale ― Nigeria | Cronologia completa delle presenze e delle reti in nazionale ― Nigeria | Cronologia completa delle presenze e delle reti in nazionale ― Nigeria | Cronologia completa delle presenze e delle reti in nazionale ― Nigeria | Cronologia completa delle presenze e delle reti in nazionale ― Nigeria |
| Data                                                                   | Città                                                                  | In casa                                                                | Risultato                                                              | Ospiti                                                                 | Competizione                                                           | Reti                                                                   | Note                                                                   |
| ---------------------------------------------------------------------- | ---------------------------------------------------------------------- | ---------------------------------------------------------------------- | ---------------------------------------------------------------------- | ---------------------------------------------------------------------- | ---------------------------------------------------------------------- | ---------------------------------------------------------------------- | ---------------------------------------------------------------------- |
| 25-3-2016                                                              | Kaduna                                                                 | Nigeria                                                                | 1 – 1                                                                  | Egitto                                                                 | Qual. Coppa d'Africa 2017                                              | -                                                                      |                                                                        |
| 29-3-2016                                                              | Alessandria d'Egitto                                                   | Egitto                                                                 | 1 – 0                                                                  | Nigeria                                                                | Qual. Coppa d'Africa 2017                                              | -                                                                      | 46’                                                                    |
| Totale                                                                 |                                                                        | Presenze                                                               | 2                                                                      |                                                                        | Reti                                                                   | 0                                                                      |                                                                        |

| Cronologia completa delle presenze e delle reti in nazionale ― Nigeria olimpica | Cronologia completa delle presenze e delle reti in nazionale ― Nigeria olimpica | Cronologia completa delle presenze e delle reti in nazionale ― Nigeria olimpica | Cronologia completa delle presenze e delle reti in nazionale ― Nigeria olimpica | Cronologia completa delle presenze e delle reti in nazionale ― Nigeria olimpica | Cronologia completa delle presenze e delle reti in nazionale ― Nigeria olimpica | Cronologia completa delle presenze e delle reti in nazionale ― Nigeria olimpica | Cronologia completa delle presenze e delle reti in nazionale ― Nigeria olimpica |
| Data                                                                            | Città                                                                           | In casa                                                                         | Risultato                                                                       | Ospiti                                                                          | Competizione                                                                    | Reti                                                                            | Note                                                                            |
| ------------------------------------------------------------------------------- | ------------------------------------------------------------------------------- | ------------------------------------------------------------------------------- | ------------------------------------------------------------------------------- | ------------------------------------------------------------------------------- | ------------------------------------------------------------------------------- | ------------------------------------------------------------------------------- | ------------------------------------------------------------------------------- |
| 5-8-2016                                                                        | Manaus                                                                          | Nigeria olimpica                                                                | 5 – 4                                                                           | Giappone olimpica                                                               | Olimpiadi 2016 - 1º Turno                                                       | -                                                                               |                                                                                 |
| 8-8-2016                                                                        | Manaus                                                                          | Svezia olimpica                                                                 | 0 – 1                                                                           | Nigeria olimpica                                                                | Olimpiadi 2016 - 1º Turno                                                       | -                                                                               |                                                                                 |
| 11-8-2016                                                                       | San Paolo (Brasile)                                                             | Colombia olimpica                                                               | 2 – 0                                                                           | Nigeria olimpica                                                                | Olimpiadi 2016 - 1º Turno                                                       | -                                                                               | 80’                                                                             |
| 13-8-2016                                                                       | Salvador (Brasile)                                                              | Nigeria olimpica                                                                | 2 – 0                                                                           | Danimarca olimpica                                                              | Olimpiadi 2016 - Quarti di finale                                               | -                                                                               |                                                                                 |
| 17-8-2016                                                                       | San Paolo (Brasile)                                                             | Nigeria olimpica                                                                | 0 – 2                                                                           | Germania olimpica                                                               | Olimpiadi 2016 - Semifinale                                                     | -                                                                               |                                                                                 |
| 20-8-2016                                                                       | Belo Horizonte                                                                  | Honduras olimpica                                                               | 2 – 3                                                                           | Nigeria olimpica                                                                | Olimpiadi 2016 - Finale 3º posto                                                | -                                                                               |                                                                                 |
| Totale                                                                          |                                                                                 | Presenze                                                                        | 6                                                                               |                                                                                 | Reti                                                                            | 0                                                                               |                                                                                 |

## Palmarès

### Nazionale
- Bronzo olimpico: 1

Rio de Janeiro 2016